# مقاطعة سيكاير الجنوبية
مقاطعة سيكاير الجنوبية (بالإنجليزية: Sekyere South District)‏ هي district of Ghana تقع في غانا في Agona. يقدر عدد سكانها بـ — نسمة ومساحتها 770 كم2 .